# 히가시교다역
히가시교다역(일본어: 東行田駅, ひがしぎょうだえき)은 일본 사이타마현 교다시에 있는 지치부 철도 지치부 본선의 역이다.

## 역 구조
단선 승강장 1면 1선의 지상역으로 업무 위탁역이다.

### 승강장
| 노선        | 방향 | 행선                                                          |
| ----------- | ---- | ------------------------------------------------------------- |
| ■ 지치부 선 | 상행 | 하뉴 방면                                                     |
| ■ 지치부 선 | 하행 | 교다시・구마가야・요리이・나가토로・지치부・미쓰미네구치 방면 |

## 역 주변
역전 음식점이나 편의점 등은 존재하지 않는다. 또한, 택시는 역에 상주하지 않아 역에 전화 번호를 게시하고 택시 회사를 부를 필요가 있다.
- 사이타마 현립 신슈칸코 고등학교
- 교다 시립 나가노 중학교
- 교다 시립 사쿠라가오카 초등학교
- 교다 노동 기준 감독서
- 사이타마 현립 종합 교육 센터
- 교다 사쿠라초 우체국
- 교다 중앙 종합 병원
- 교다 시 보건 센터
- 헬로우 워크 교다
- 교다 현토 정비 사무소
- 국도 제125호선
- 사이타마 현도 7호 사노교다 선
- 요코타 주조
- 사카마키 도수로
- 다마노 용수

## 역사
- 1932년 11월 20일: 영업 개시.

## 인접역
| 지치부 철도 ■ 지치부 본선 | 지치부 철도 ■ 지치부 본선 | 지치부 철도 ■ 지치부 본선 |
| ------------------------- | ------------------------- | ------------------------- |
| 부슈아라키 하뉴 방면      | 보통                      | 교다시 미쓰미네구치 방면  |